# Königspaläste von Abomey
Die Königspaläste von Abomey sind eine Reihe von Palästen, in denen die Könige von Dahomey residierten. Sie gehören zu den wichtigsten Sehenswürdigkeiten der Stadt Abomey, der Hauptstadt des Départements Zou im Süden des afrikanischen Staats Benin. Als eine der berühmtesten und historisch bedeutsamsten Stätten Westafrikas wurden sie 1985 von der UNESCO in die Liste des Weltkulturerbes aufgenommen.

## Geschichte
Das Königreich Dahomey entstand im frühen 17. Jahrhundert im Süden des heutigen Benin. Unter den zwölf Königen, die von 1625 bis 1900 aufeinander folgten, entwickelte es sich zu einem der mächtigsten Reiche der Westküste Afrikas. Hauptstadt des Königreichs war Abomey. Die Stadt war durch eine Lehmmauer mit sechs Toren und einem vorgelagerten, mit Dornengestrüpp bewachsenen Graben umgeben. Innerhalb der Mauern befanden sich durch Felder getrennte Dörfer, mehrere Königspaläste, ein Markt und ein großer Platz mit Kasernen. Die Könige verdankten einen Teil ihrer Einkünfte dem Sklavenhandel. Ihre Königspaläste errichteten sie als Lehmbauten in einem eingefriedeten Bereich. Diese Paläste bildeten nicht nur das Entscheidungszentrum des Reiches, sondern bildeten auch ein Zentrum für die Entwicklung von Handwerkstechniken und einen Aufbewahrungsort für die Schätze des Reiches.
Im Herbst 1894 griffen französische Kolonialtruppen das Königreich an und eroberten Abomey am 17. November. Zur kolonialen Strategie gehörte die Herabwürdigung der lokalen Bevölkerung in den französischen Printmedien und der Raub von Kunstgegenständen aus dem Königspalast. Viele der geraubten Skulpturen wurden in der eng mit dem Königshaus verbundenen Religion als sogenannte Vodún, Gottheiten, verehrt. Einige dieser Objekte befinden sich heute unter anderem im Musée du quai Branly.

## Beschreibung
Die Königspaläste von Abomey umfassen eine Serie von zehn Palästen, von denen einige nebeneinander errichtet sind und andere sich entsprechend der Abfolge der Könige überlagern. Jeder Palast ist von Mauern umgeben, die drei Höfe bilden, den äußeren, inneren und privaten Hof. Architektonische Besonderheiten sind die Verwendung traditioneller Materialien und polychrome Flachreliefs. In den Palästen der Könige Gezo und Glélé ist das Historische Museum von Abomey untergebracht.
Seit 1993 wurden 50 der 56 Reliefs, die einst die Wände des Palastes von König Glélé schmückten, aufgefunden und erneut an dem wiederaufgebauten Bauwerk angebracht. Die Reliefs zeigen in ikonografischen Darstellungen die Geschichte des Fon-Volkes.

## Weltkulturerbe und Restitutionen aus Frankreich

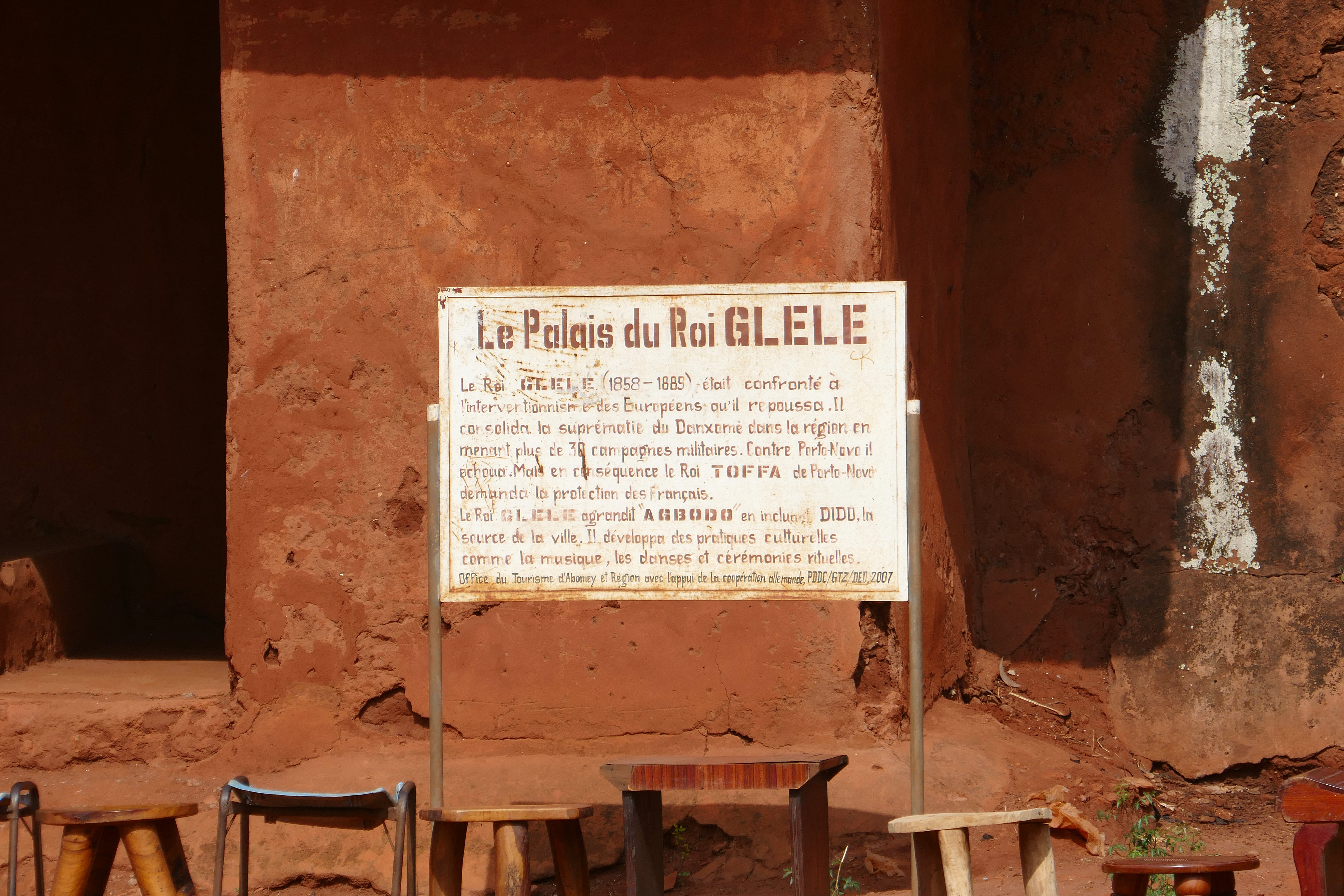
Tafel am Palast ([…] Tourismusbüro von Abomey und Region mit Unterstützung der deutschen Kooperation, PDDC/GIZ/DED), 2007

Die Königspaläste von Abomey wurden 1985 aufgrund eines Beschlusses der 9. Sitzung des Welterbekomitees in die Liste des UNESCO-Welterbes eingetragen und sind damit mit dem Nationalparkkomplex W-Arly-Pendjari eine von Benins zwei Welterbestätten (Stand 2017, siehe Liste Welterbe in Benin). Das Land hatte 1982 die Welterbekonvention ratifiziert.
In der Begründung für die Eintragung heißt es unter anderem:

„Von 1625 bis 1900 folgten einander 12 Könige an der Spitze des mächtigen Königreichs Abomey. Mit Ausnahme von König Akaba, der einen eigenen, getrennt eingefriedeten Bereich benutzte, ließen sie alle ihre Paläste in demselben, von einer Lehmwand umfriedeten Bereich erbauen, wobei sie mit früheren Palästen in Bezug auf den Einsatz von Raum und Materialien in Einklang standen. Die Königspaläste von Abomey sind eine einzigartige Erinnerung an dieses verschwundene Königreich.“

Die Eintragung erfolgte aufgrund der Kriterien (iii) und (iv).

„(iii): Die Königspaläste von Abomey sind eine Gruppe von Denkmälern von großem historischen und kulturellen Wert aufgrund der Bedingungen, die zu ihrer Errichtung und zu den Ereignissen geführt haben, die sie erlebt haben. Sie sind der lebendige Ausdruck einer Kultur und einer organisierten Macht und ein Zeugnis für die glorreiche Vergangenheit der Könige, die das Königreich Dahomey von 1620 bis 1900 regierten.“

„(iv): Organisiert als eine Folge von Höfen mit zunehmender Bedeutung, wobei der Zugang zu jedem durch Portale ermöglicht wurde, die auf den Wänden der Haupteinfriedung errichtet wurden, bilden die Königlichen Paläste von Abomey ein einzigartiges architektonisches Ensemble. Diese komplexen befestigten Strukturen veranschaulichen den Einfallsreichtum, der von der königlichen Macht ab der Mitte des 17. Jahrhunderts entwickelt wurde, um dem durch den Reichsgründer Houegbadja festgelegten Grundsatz zu entsprechen, ‚dass das Reich immer größer werden soll‘.“

Die Welterbestätte besteht aus zwei voneinander getrennten, aber nahe beieinander liegenden Bereichen. Diese umfassen insgesamt einen Schutzbereich von 47,6 Hektar und sind von einer gemeinsamen Pufferzone mit einer Fläche von 181,4 Hektar umgeben. Der nördlich gelegene Bereich 1 (Lage, Schutzbereich 10,5 Hektar) umfasst das eigens eingefriedete Areal des Palasts von König Akaba (Lage). Der südlich gelegene Bereich 2 (Lage, Schutzbereich 37,7 Hektar) umfasst den Palast von König Behanzin (Lage), den Königshof der Amazonen (Lage) sowie das Areal (Lage) der Paläste der Könige Houegbadja (Lage), Agadja, Tegbesu, Kpengla, Agonglo, Gézo, Glélé (Lage) und Agoli-Agbo (Lage).
In derselben Sitzung, in der die Aufnahme in das Welterbe erfolgte, wurden die Königspaläste von Abomey jedoch auch auf die Liste des gefährdeten Welterbes gesetzt, weil im März 1984 ein Tornado in Abomey starke Schäden angerichtet hatte.  Unzureichende Vorkehrungen für Schutz und Erhaltung der Palastruinen durch die Regierung von Benin führten dazu, dass sie erst 2007 nach inzwischen erfolgten Renovierungen von der Roten Liste gestrichen wurden. Insbesondere wurde kritisiert, dass beim Wiederaufbau der zerstörten Gebäude zu wenig Rücksicht auf Originaltreue genommen wurde, und dass lange Zeit zwei Drittel der Paläste akut von weiterer Zerstörung bedroht waren. Nachdem die Stätte von der Roten Liste gestrichen worden war, kam es jedoch auch 2009 und 2015 zu weiteren Schäden an den Gebäuden durch Feuer.
Im November 2018 kündigte der französische Präsident Emmanuel Macron bei der Präsentation des Berichts über die Restitution afrikanischer Kulturgüter an, 26 bedeutende Kunstwerke aus dem Musée du quai Branly zu restituieren. Da die bestehenden Gebäude jedoch modernen Erfordernissen für ein Museum nicht genügten, sagte Frankreich im Juli 2019 einen Kredit für die Baukosten eines solchen Museums zu. Im November 2021 wurden die Objekte, darunter ein Thronsessel und Skulpturen der Könige Gezo, Glélé und Behanzin, an Benin übergeben. Die Restitution ist Thema des 2024 veröffentlichten Dokumentarfilms Dahomey.

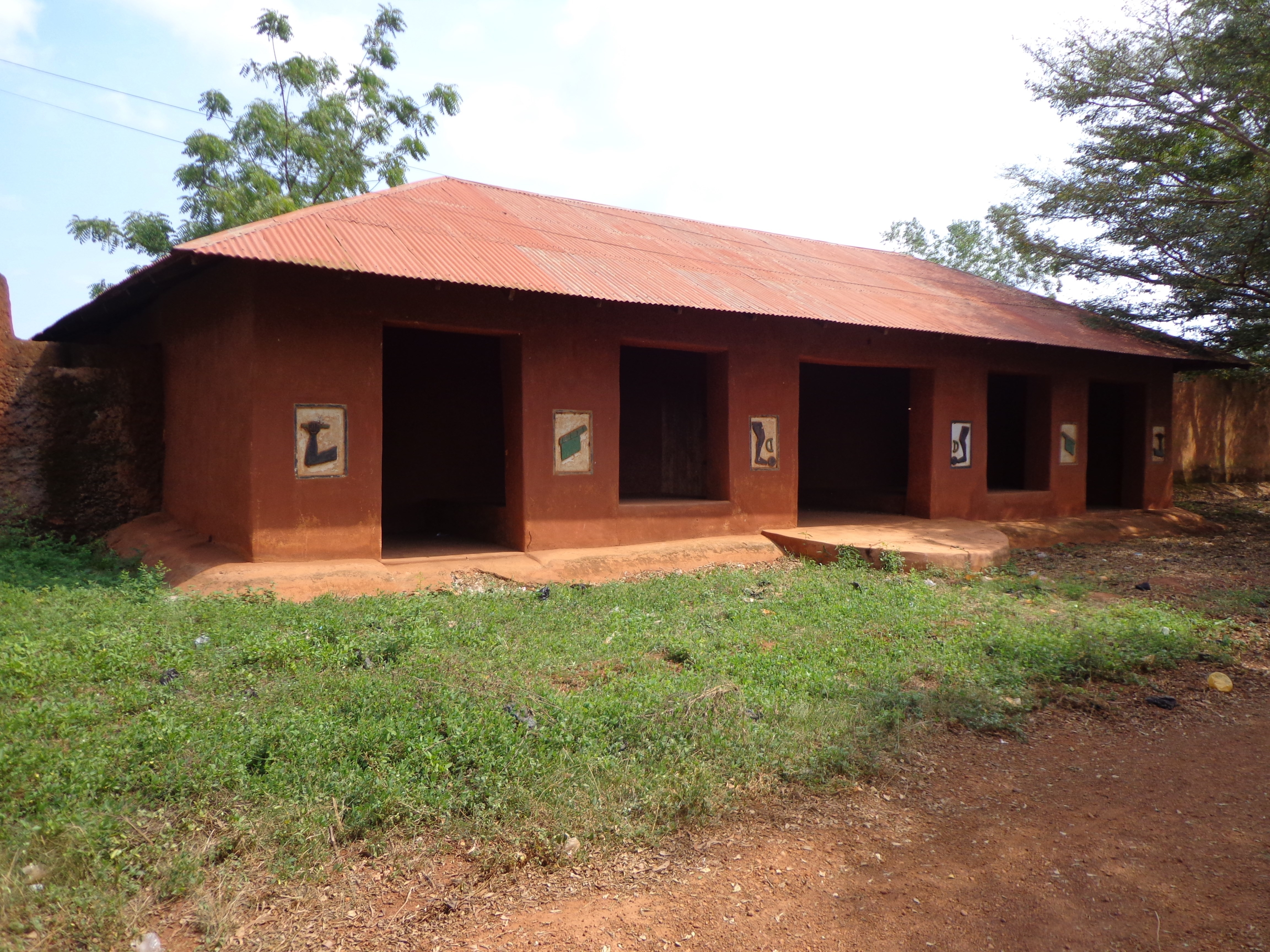
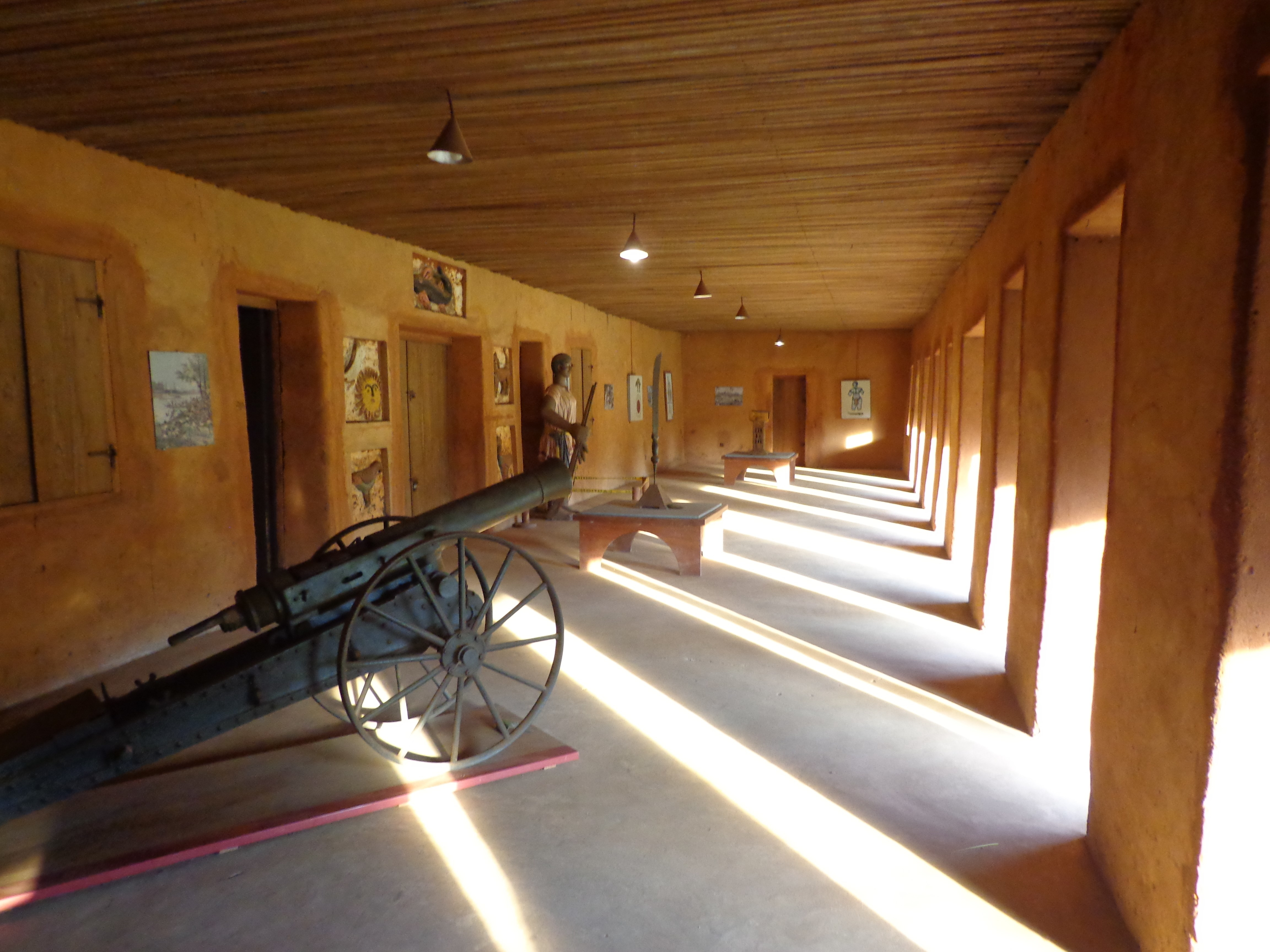
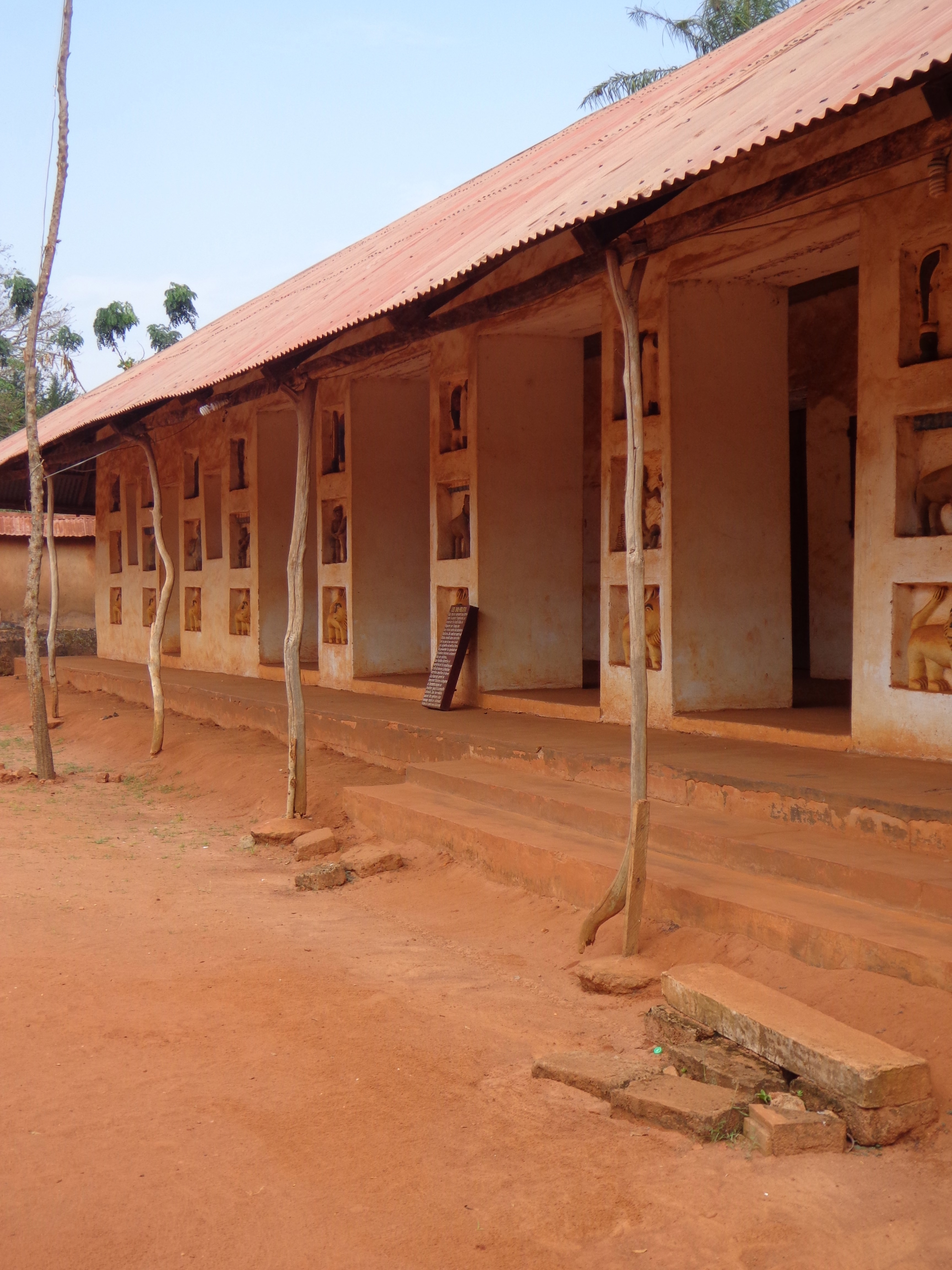
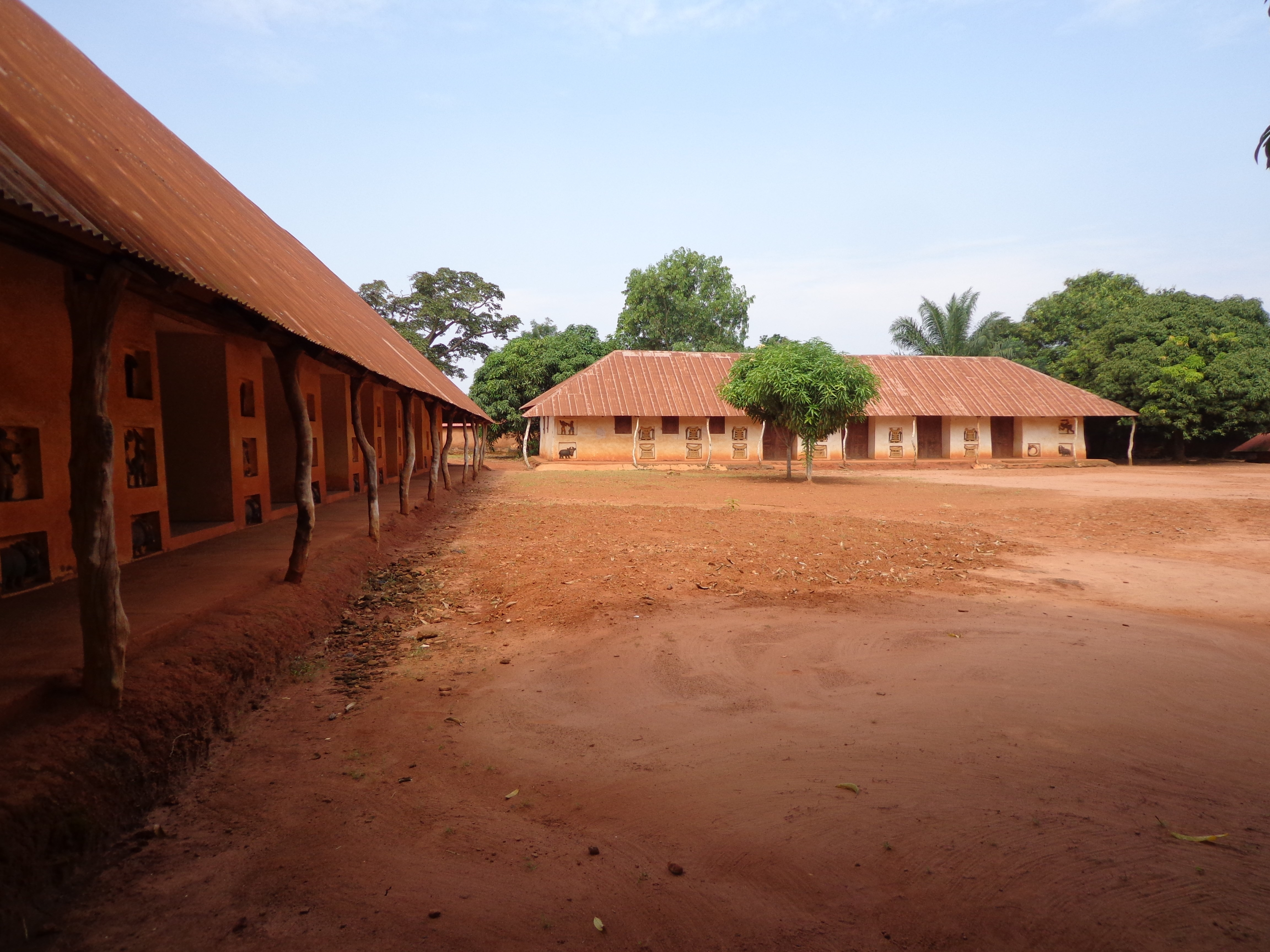
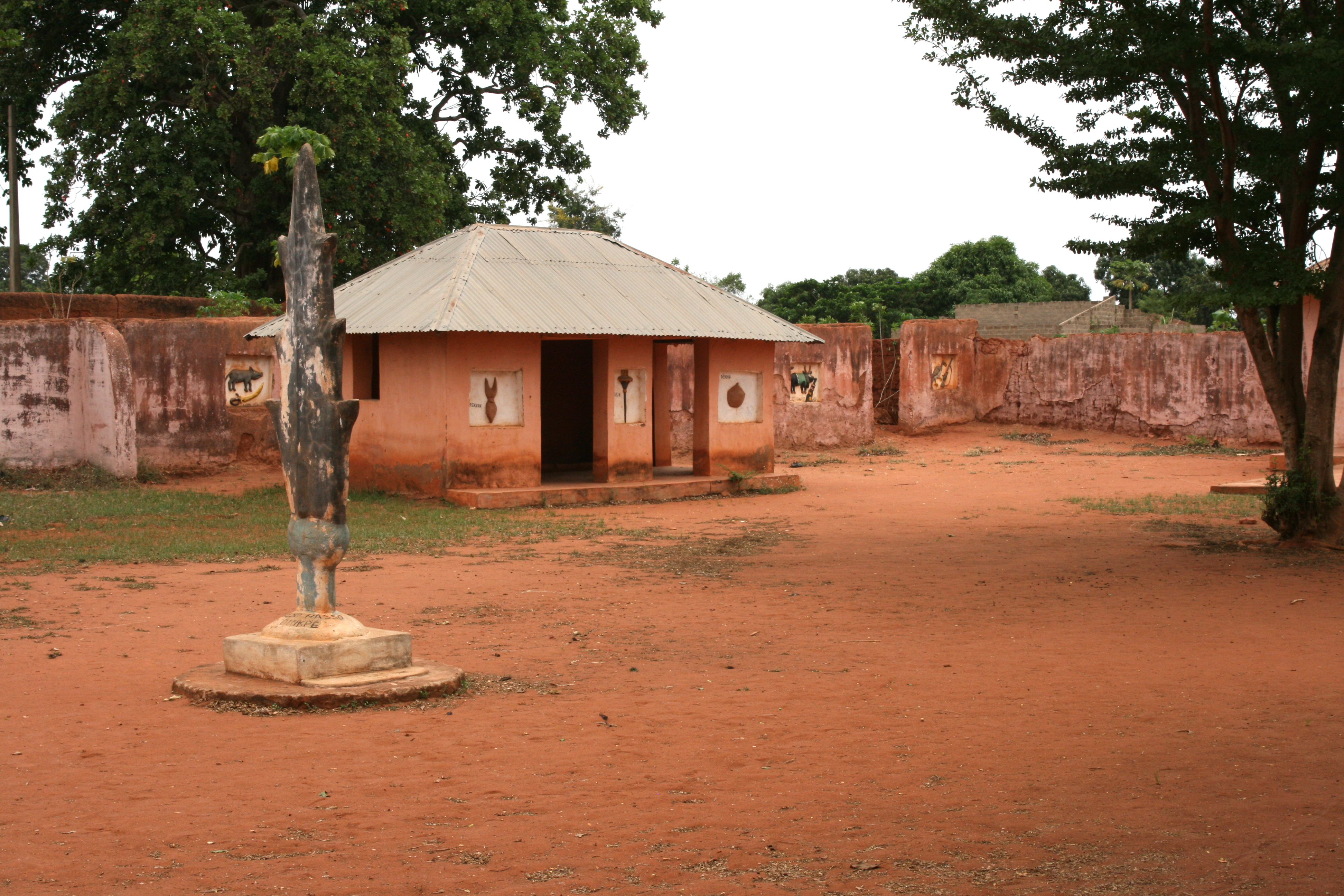
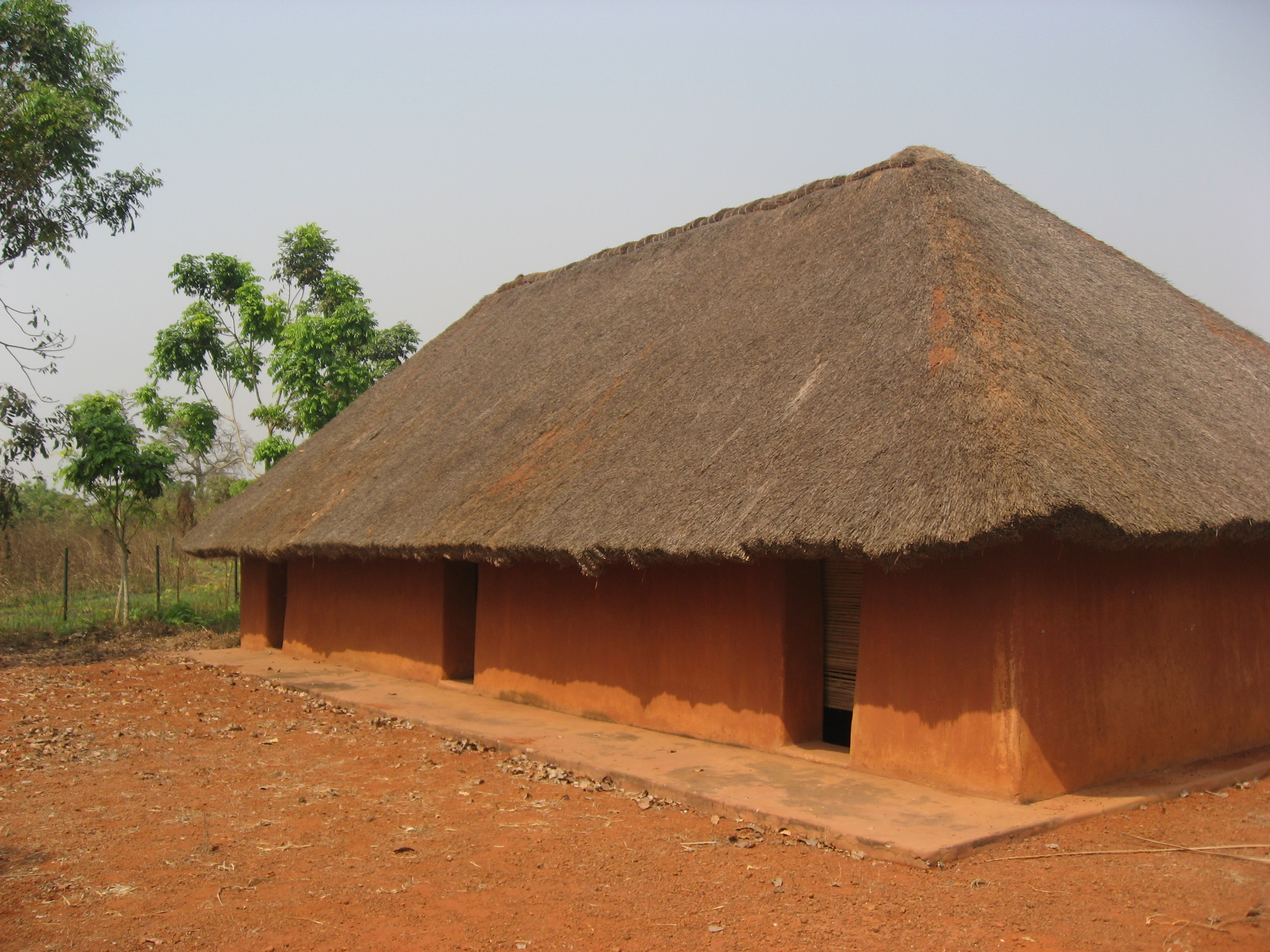